# Bendich Ahin
Bendich Ahin,, appelé aussi Baruch Haïm (en hébreu : בָּרוּךְ חַיִּים, Barukh Ḥayyīm), est un mathématicien et médecin provençal du XIVe siècle.
Membre de la communauté juive d'Arles, il fut nommé en 1369 médecin de Jeanne d'Anjou, comtesse de Provence et reine de Naples ; logé au palais royal, il fut exempté, tant pour lui que pour sa postérité, de tous les impôts spéciaux imposés aux Juifs.
Bendich Ahin connaissait très bien le latin, le grec et l'arabe, ainsi que les mathématiques sur lesquelles il fit à Arles des conférences publiques. Il s'intéressait également à l'astrologie.
Meyer Kayserling a tenté d'identifier Bendich Ahin avec Maestro Bendit, l'un des dix hommes à qui le rabbin Kalonymus ben Kalonymus, natif d'Arles, a dédié son Even Boḥan, un traité d'éthique écrit en l'an 1322.
Sa femme Estes lui donna quatre filles dont trois épousèrent des médecins : Thoros Bondias, Abraham Boneti Abigdor et Bonsenhor Brunelli.